# Gerhard Lenssen

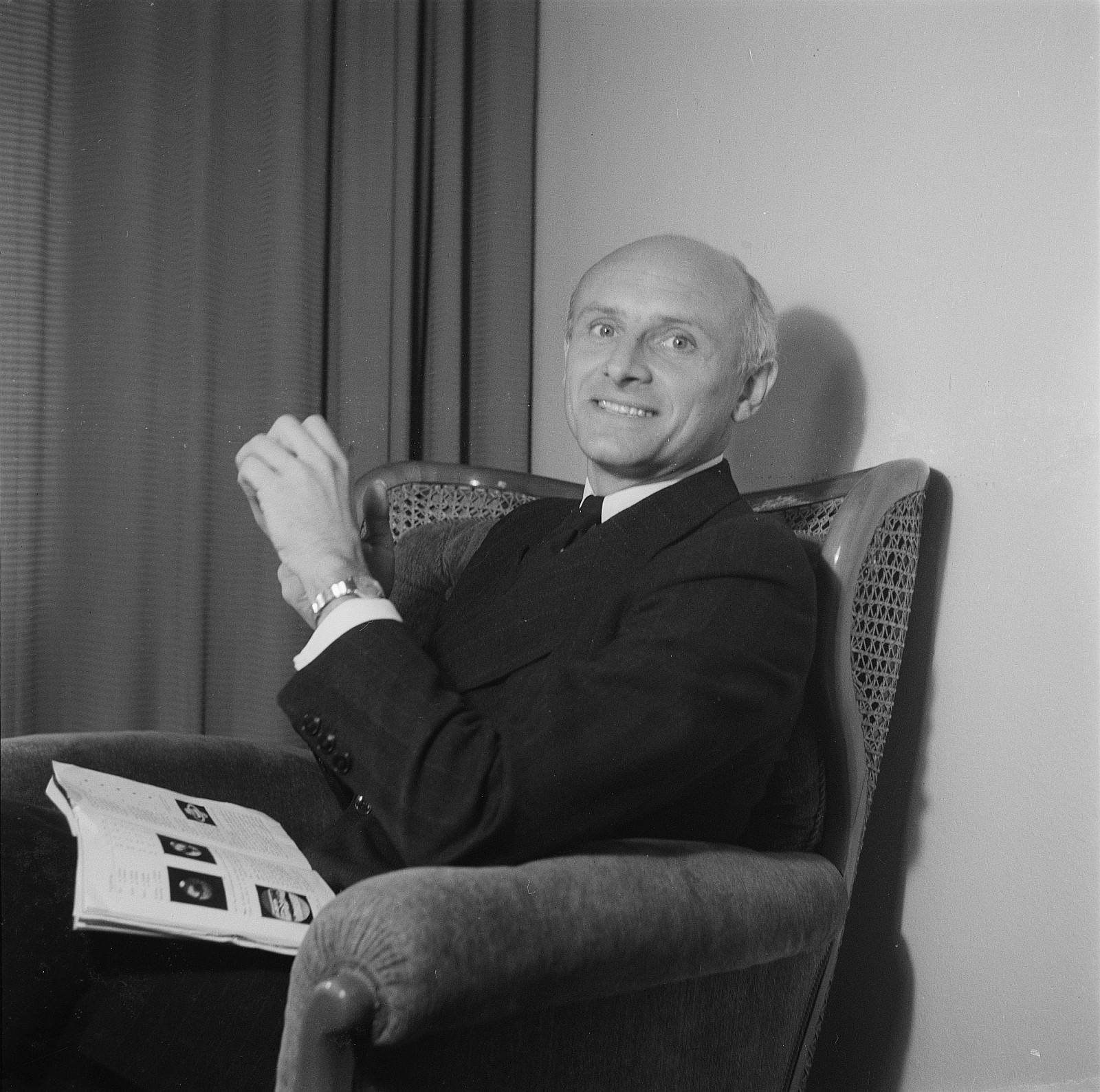
Gerhard Lenssen, 1951
(Foto: Hildegard Jäckel)

Gerhard Lenssen (* 20. Februar 1912 in Zeitz; † 20. Januar 1992 in München) war ein deutscher Dirigent und Opernregisseur.

## Leben und Wirken
Gerhard Lenssen wandte sich nach dem Studium der Chemie an der Technischen Hochschule Dresden, das er auf Wunsch seines Vaters absolviert hatte, der Musik zu. Speziell interessierte er sich für die Werke von Carl Orff, bei dem er von 1937 bis 1939 studierte. Von 1939 bis 1940 arbeitete er als Kapellmeister an der Staatsoper Karlsruhe, später in gleicher Funktion am Staatstheater Dresden, das damals im Großen Haus des Staatsschauspiels untergebracht war. „Joseph Keilberth berief Lenssen an die Dresdner Staatsoper. Hier hatte er als Leiter der Einstudierung wesentlichen Anteil an der Vorbereitung zur deutschen Erstaufführung von Orffs Antigonae, die […] im Januar 1950 einen sensationellen Erfolg erzielte.“ Diese Dresdner Inszenierung musste jedoch nach einem Gastspiel in Berlin auf Anweisung des Politbüros der SED als „formalistisches“ Werk sogleich vom Spielplan genommen werden.
Daraufhin schuf Lenssen in Dresden das „Ein-Mann-Theater“, mit dem er Stücke von Orff und Brecht aufführte (im Parkhotel auf dem Weißen Hirsch in Dresden, in der Oberschule-Ost in Dresden-Blasewitz, im Gemeindesaal in Dresden-Strehlen sowie im Großen und Kleinen Haus der Staatstheater Dresden). Der Dresdner Musikwissenschaftler Hans Böhm charakterisiert diese Aufführungen mit folgenden Worten: „Da stand ein Flügel im Raum, davor ein nur gelegentlich benutzter Sessel und – ein Mann mit Glatze. Er spielte Passagen auf seinem Instrument, schlug die Tasten und das Holz, sang, sprach, und machte szenischen Einwürfe, gestikuliert, faszinierte.“ Lenssen sah sein Ein-Mann-Theater auch als Mittel gegen Verbote, da ein Ensemble eher Auftrittsverbot erhalten würde als ein Einzelkünstler. Lenssen erhielt in der Folgezeit in zahlreichen Städten der DDR Auftrittsverbot. Im Jahr 1955 wurde er vom Staatstheater Dresden entlassen, gastierte dort jedoch noch bis 1962 unregelmäßig. Danach floh er in die Bundesrepublik Deutschland, 1964 wirkte er in Hamburg.
In den 1960er-Jahren war Lenssen freischaffend als Dirigent tätig und gastierte mit seinem Ein-Mann-Theater in Goethe-Instituten weltweit. Im Jahr 1973 bereitete er die von Herbert von Karajan geleitete Uraufführung von Orffs letztem Werk De temporum fine comoedia mit dem Kölner Rundfunk-Sinfonie-Orchester musikalisch vor. Ab 1977 lehrte Lenssen an der Hochschule für Musik in Würzburg, an der er 1980 den Professorentitel erhielt.
Im Jahr 1991 kehrte er noch einmal mit Brechts/Weills Aufstieg und Fall der Stadt Mahagonny und Orffs Der Mond nach Dresden zurück. Lenssen lebte ab 1974 in München, wo er auch verstarb. Die Trauerfeier fand auf dem Münchner Ostfriedhof statt.

### Dirigate (Auswahl)
- ab 18. Mai 1951: Die pfiffige Magd von Julius Weismann[11]
- ab 21. März 1952: Der Wildschütz von Albert Lortzing[11]
- ab 20. Oktober 1953: Die Zauberflöte von Wolfgang Amadeus Mozart[11]
- ab 12. Juni 1954: Catulli Carmina und Der Mond von Carl Orff[11][12]
- ab 19. Dezember 1954 Hänsel und Gretel von Engelbert Humperdinck[11]
- ab 23. Oktober 1955: Die Kluge von Carl Orff[12]

## Diskografie
- Carl Orff: Die Kluge, gesungen, gesprochen, gespielt von Gerhard Lenssen. Claves LP D 506 [1976] (DNB 353218758)